# Nederlandse Vereniging voor Seksuele Hervorming
La Société néerlandaise pour la réforme sexuelle (en néerlandais : Nederlandse Vereniging voor Seksuele Hervorming, abrégé en NVSH) est une organisation néerlandaise créée en 1946.
C'était dans les années 1960-1970 le plus grand mouvement associatif néerlandais luttant pour les libertés sexuelles. Elle était autrefois la seule source de distribution de préservatifs du pays.
Elle comprend des pédophiles parmi ses membres.